# Rio Fresco
Rio Fresco är ett vattendrag i Brasilien.   Det ligger i delstaten Pará, i den centrala delen av landet, 1 100 km norr om huvudstaden Brasília.
Omgivningarna runt Rio Fresco är huvudsakligen savann. Trakten runt Rio Fresco är nära nog obefolkad, med mindre än två invånare per kvadratkilometer.